# جون إي. مكارثي
جون إي. مكارثي (بالإنجليزية: John E. McCarthy)‏ هو كاهن كاثوليكي أمريكي، ولد في 21 يونيو 1930 في هيوستن في الولايات المتحدة، وتوفي في 18 أغسطس 2018 في أوستن في الولايات المتحدة.